# 3D Sex and Zen: Extreme Ecstasy
3D Sex and Zen: Extreme Ecstasy (em chinês tradicional: 3D肉蒲團之極樂寶鑑 e em chinês simplificado: 3D肉蒲团之极乐宝鉴) é uma comédia erótica de 2011 produzido em 3-D. É baseado na clássico chinês O Tapete de Oração Carnal e remonta a história de um homem frustrado que foi apresentado a um duque e todas as suas aventuras sexuais. Este filme foi a primeira produção pornô em 3-D para o cinema.
Sua produção foi orçada em US$ 3,2 milhões e bateu recordes de bilheteria em Hong Kong, sendo que conseguiu superar até o filme Avatar em seu primeiro dia de exibição rendendo R$ 564 mil.